# Touriñán-fok
A Touriñán-fok (spanyolul: Cabo Touriñán) Spanyolország szárazföldi részének legnyugatibb, a kontinentális Európa egyik legnyugatibb pontja.

## Leírás
A fok Spanyolország északnyugati részén található, egy nagyjából másfél kilométer hosszú és majdnem egy kilométer széles, az Atlanti-óceánba nyúló, gránitból álló félszigeten, amely csak egy keskeny földszoroson keresztül kapcsolódik össze a szárazfölddel, és amelynek legmagasabb pontja 93 méterrel emelkedik a tenger szintje fölé. A helyszín közigazgatásilag Galicia autonóm közösség La Coruña tartományához, azon belül is Mugía (gallegó nyelven: Muxía) községhez tartozik.
Minden évben március 21-től április 25-ig, valamint augusztus 13-tól szeptember 22-ig a Touriñán-fok az a pont a szárazföldi Európában, ahol utoljára megy le a Nap. Igaz, hogy a portugáliai Cabo da Roca még ennél is nyugatabbra helyezkedik el, de a naplemente vonala nem pontosan észak-déli irányú, ezért fordulhat elő, hogy itt előbb nyugszik le a Nap, mint ott. Sőt, az év során a vonal iránya változik is, így előfordul, hogy az utolsó naplemente például Norvégiában következik be.
A fok mellett 1898. december 15-én avatták fel a ma is látható világítótornyot.
A környék jellemző növényfaja az európai sünzanót.

## Képek

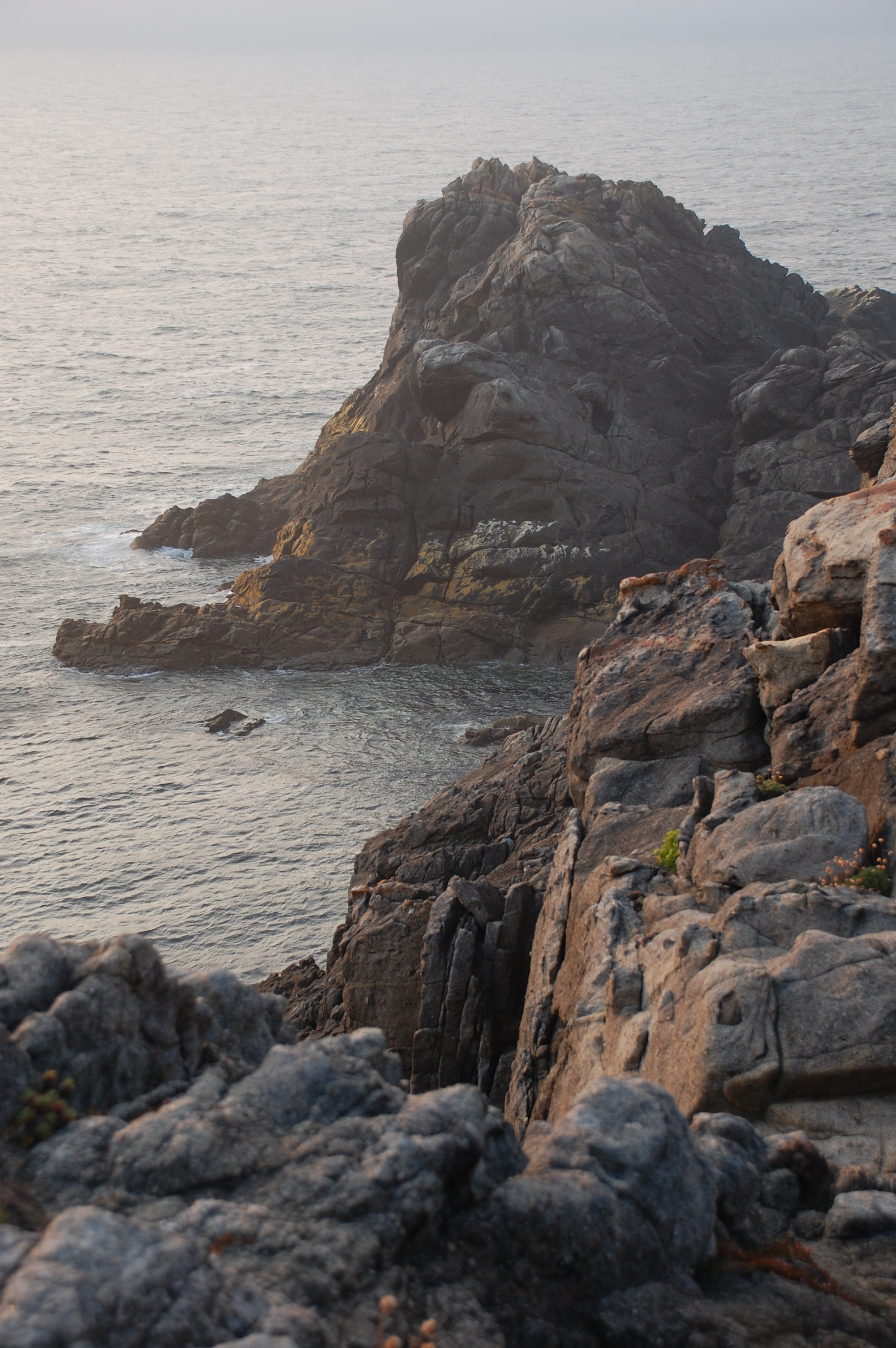
Sziklák az óceán partján
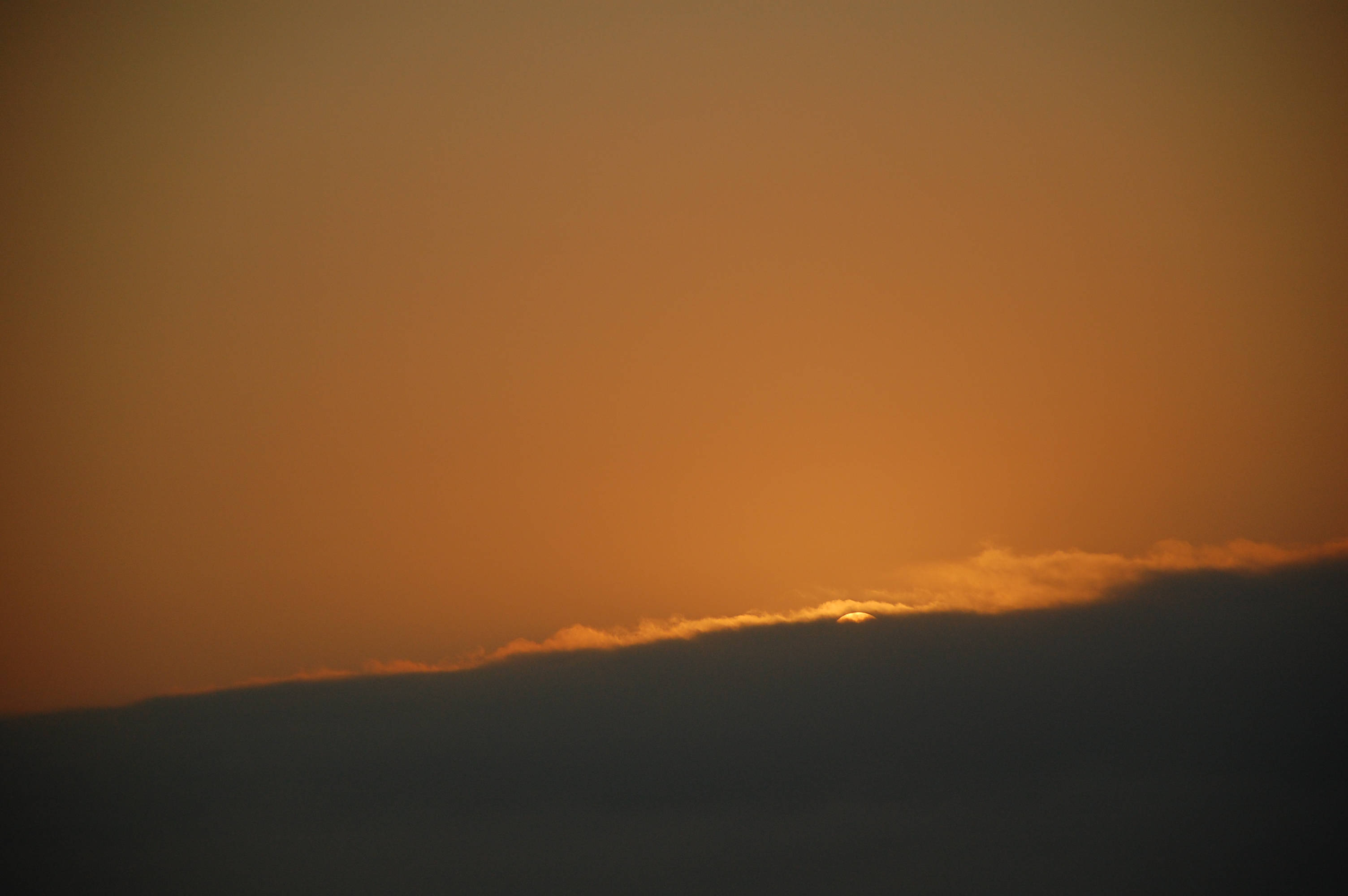
A szárazföldi Európa utolsó naplementéje
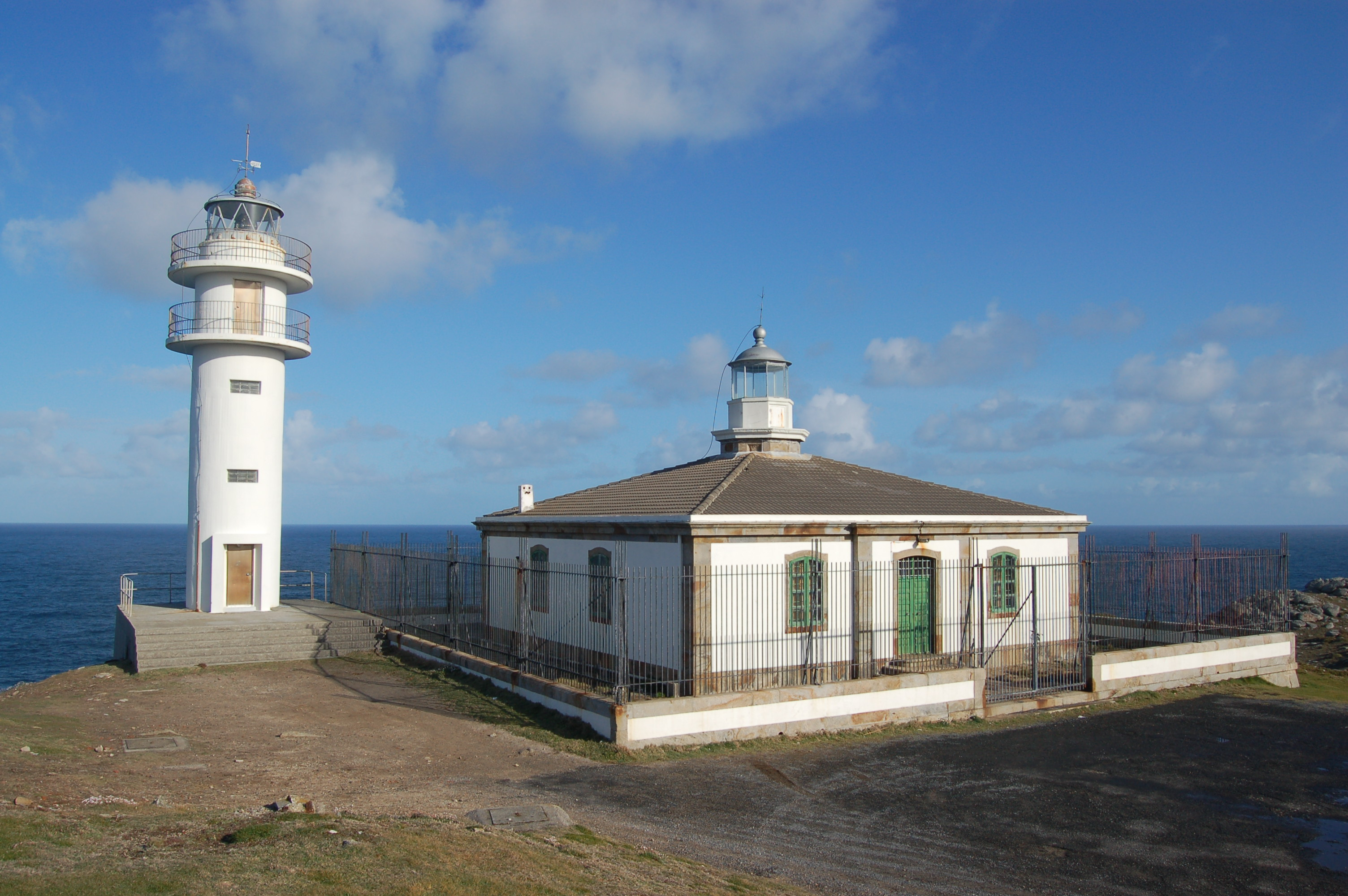
A touriñán-foki világítótorony
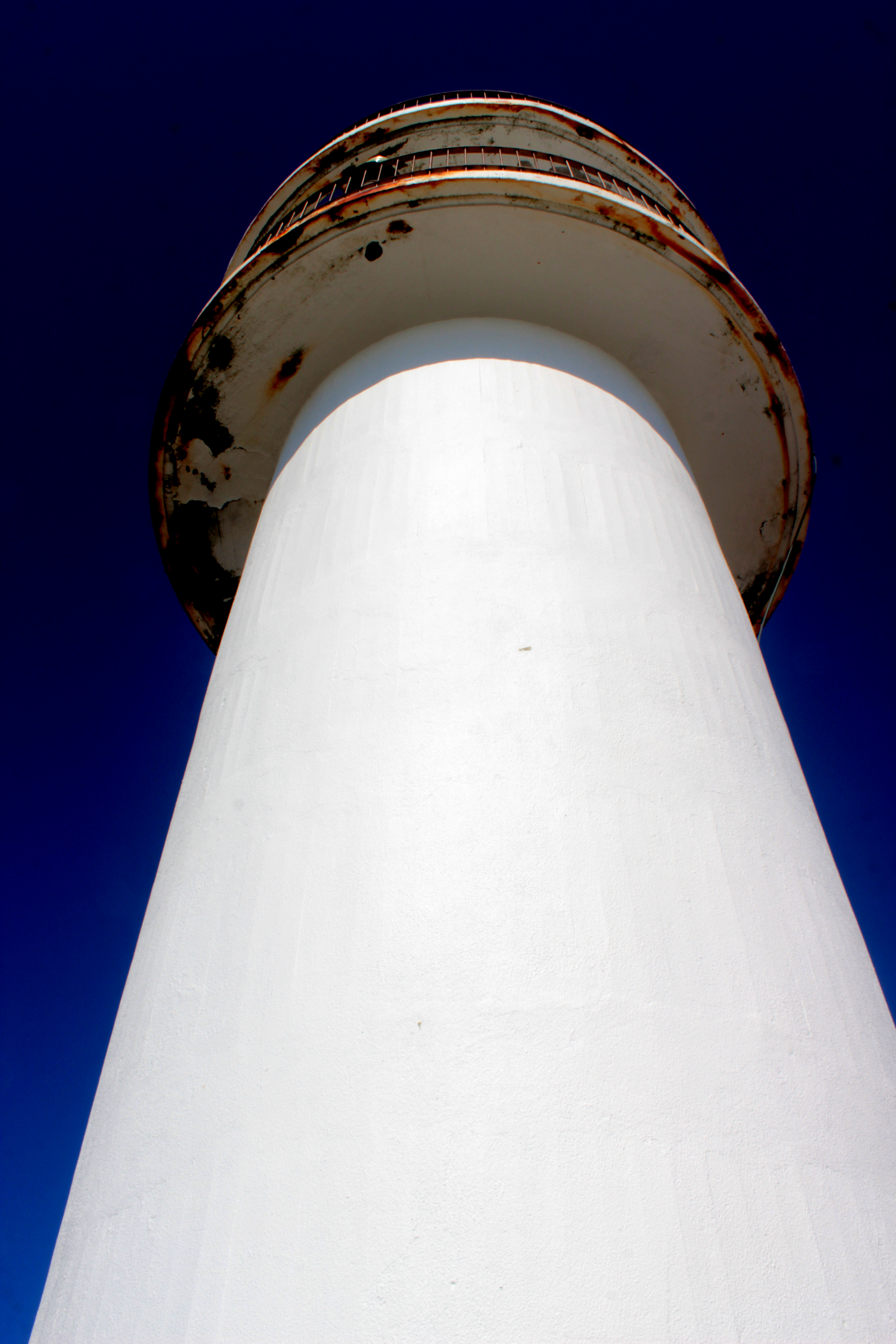
A világítótorony